# Limousin (provinca)
Limousin (okcitansko Lemosin) je nekdanja provinca v južni Franciji s središčem v Limogesu, ukinjena med francosko revolucijo, ko je bila večina njenega ozemlja razdeljena na novoustanovljena departmaja Corrèze in Haute-Vienne regije Limousin.
Ozemlje leži ob vznožju zahodnega roba Centralnega masiva, imenovano po plemenu galskih Lemovičev.

### Kultura
Limosinski jezik, dialekt okcitanščine, je bil vse do 70-ih let 20. stoletja prevladujoč jezik na podeželju. Močno je povezan s trubadurji. Limousinska kultura je začela toniti z odlokom francoskega kralja Franca I., ki ga je objavil 10. avgusta 1539 v kraju Villers-Cotterêts, s katerim je francoski jezik postal edini uradni jezik na ozemlju Francoskega kraljestva.
Morda je zaradi svojega ruralnega položaja pokrajina ohranila svojo tradicionalno glasbo s starimi instrumenti, kot so dude, imenovane chabrette, ali orglice (vielle à roue).
Avtomobil limuzina je imenovan po regiji Limousin; njeni prebivalci so nekdaj nosili klobuke podobne oblike kot pri avtomobilih.